# آن گورسوخ برفورد
آن گورسوخ برفورد (انگلیسی: Anne Gorsuch Burford; ۲۱ آوریل ۱۹۴۲ – ۱۸ ژوئیهٔ ۲۰۰۴) سیاست‌مدار اهل ایالات متحده آمریکا بود.
وی همچنین برندهٔ جوایزی همچون برنامه فولبرایت شده‌است.